# Carex buekii
Carex buekii är en halvgräsart som beskrevs av Christian Friedrich Heinrich Wimmer. Carex buekii ingår i släktet starrar, och familjen halvgräs. Inga underarter finns listade i Catalogue of Life.

## Bildgalleri

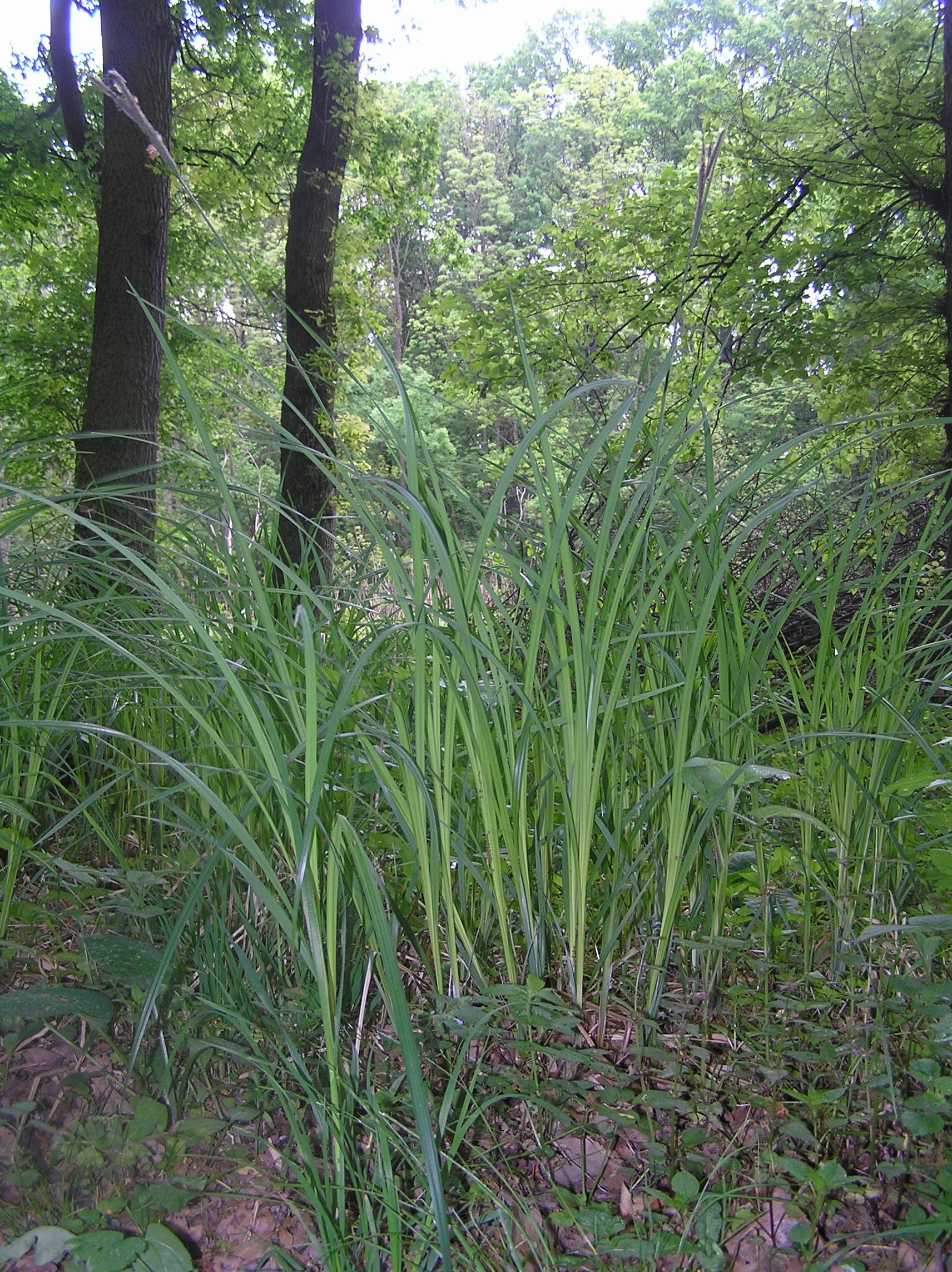
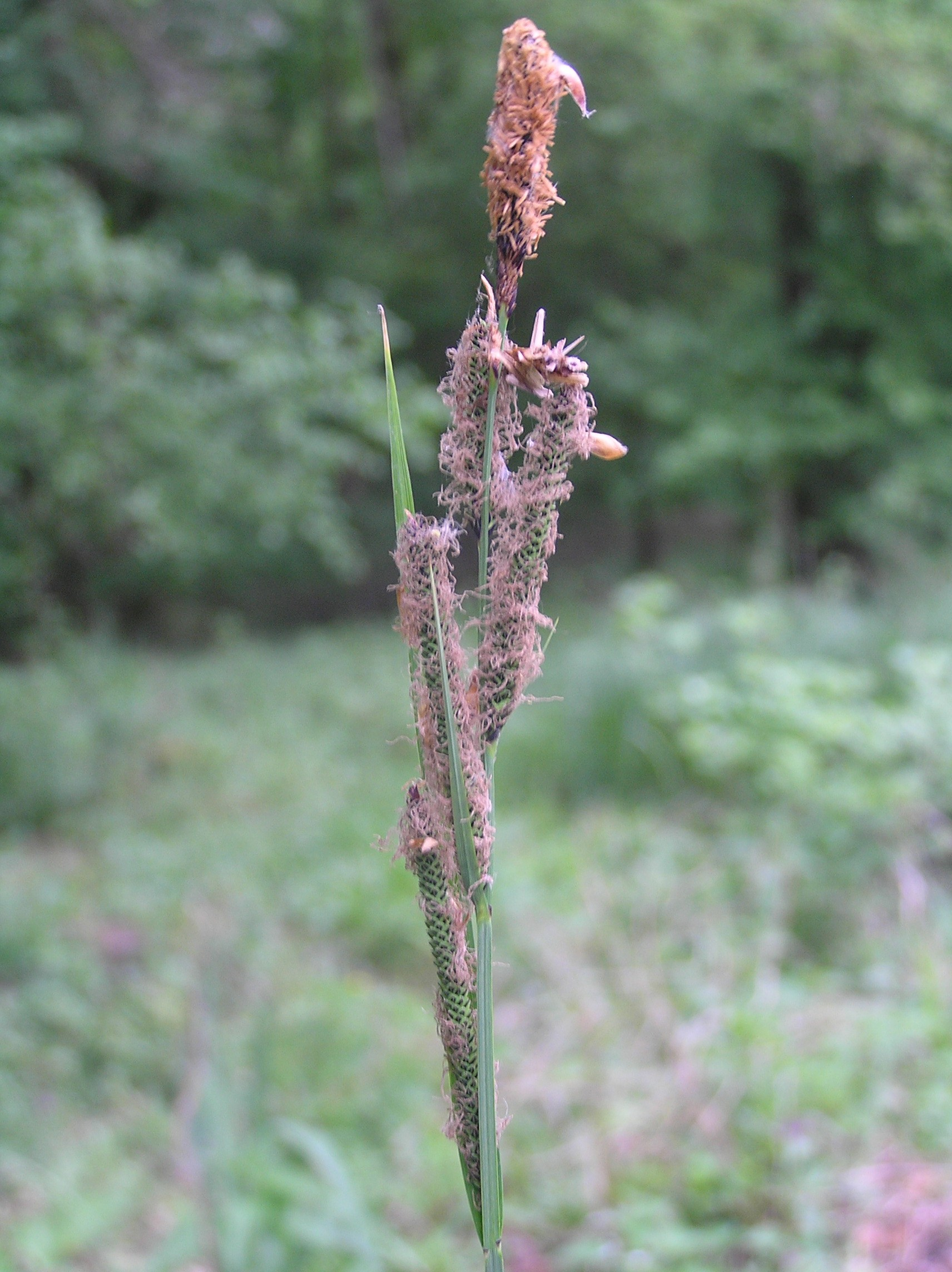
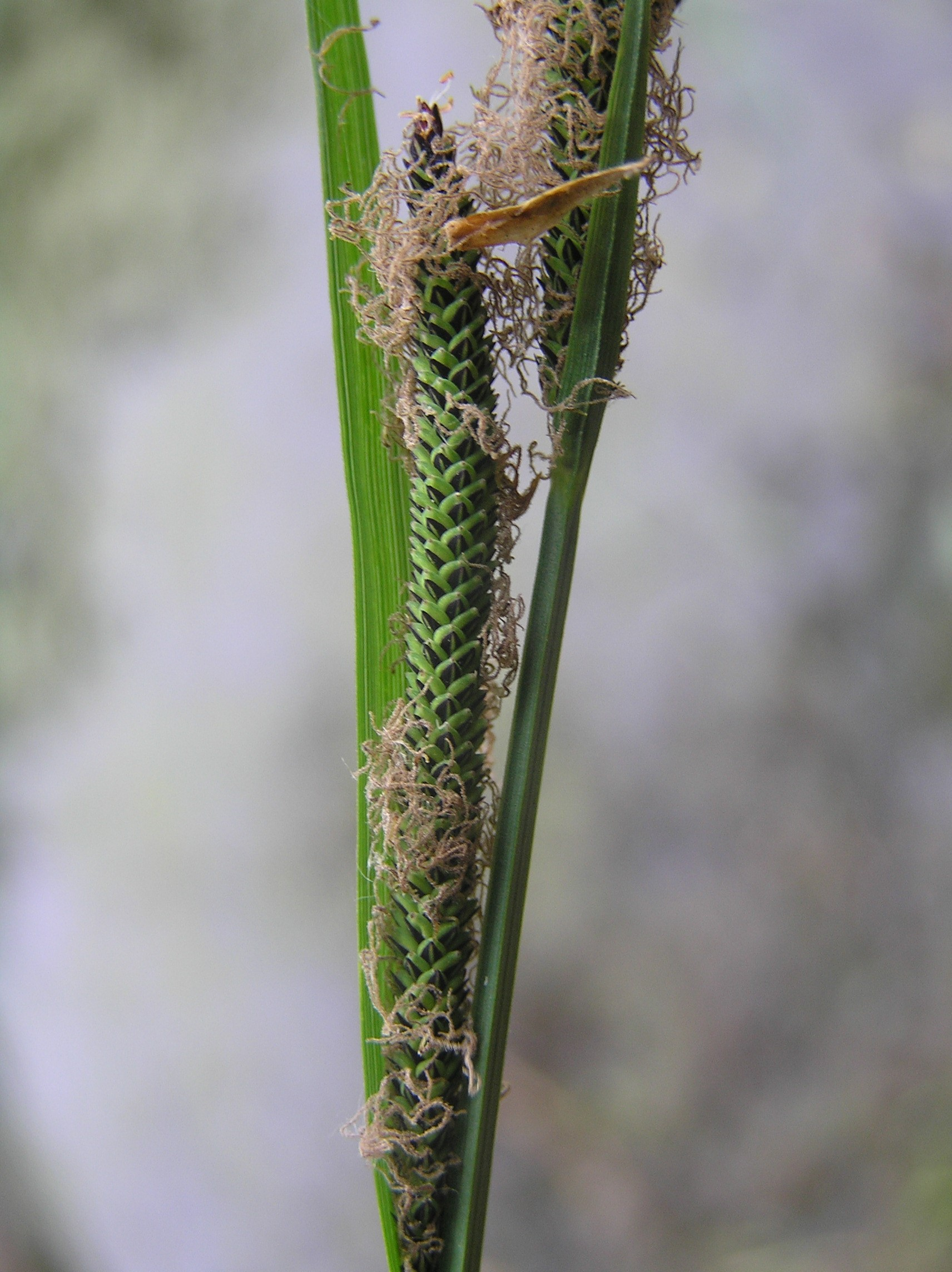
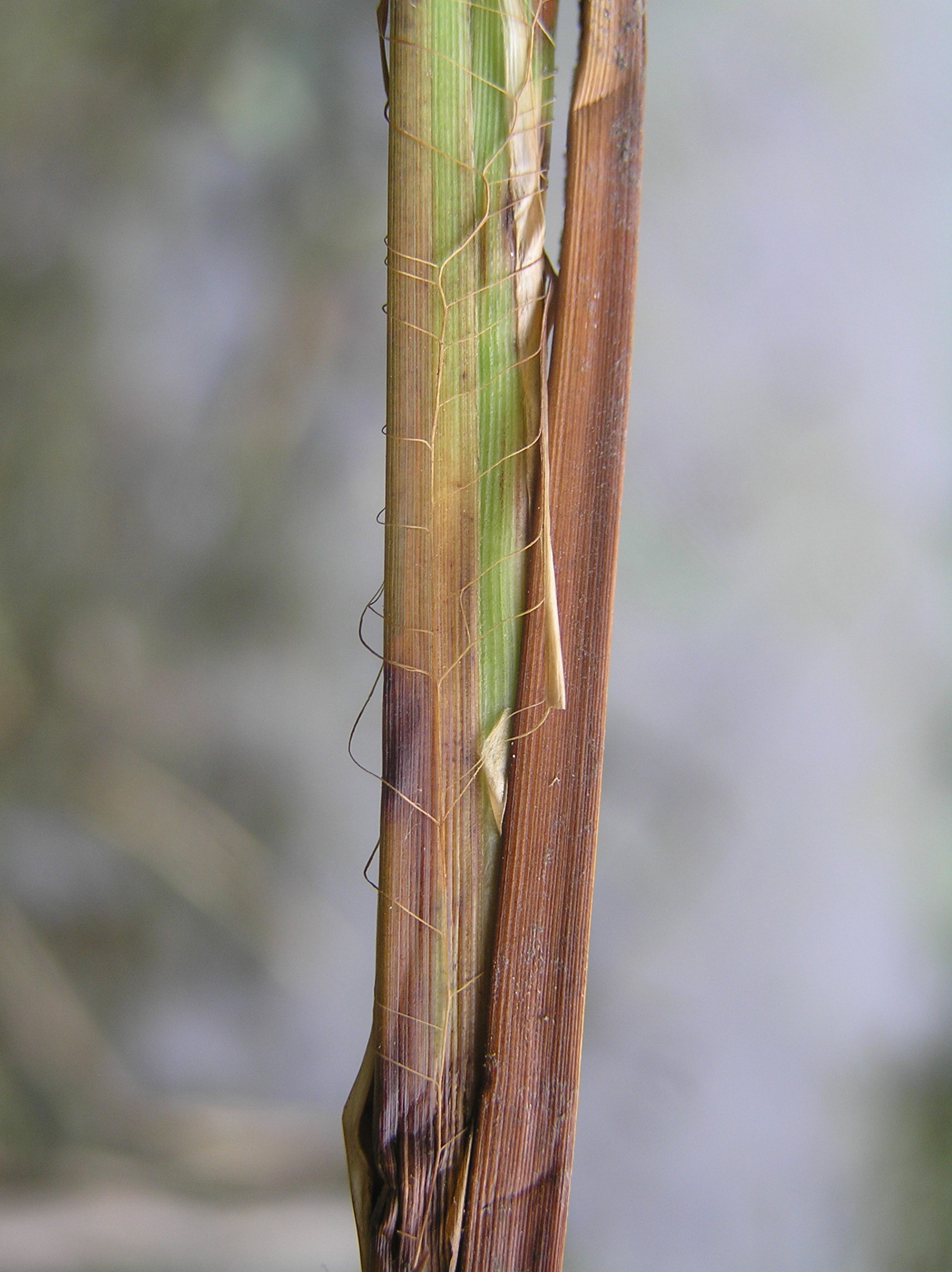